# Coalición Juvenil 14 de Febrero
Juventud de la Coalición de la Revolución del 14 de febrero ( en árabe: إئتلاف شباب ثورة 14 فبراير‎), a veces solo llamada La Coalición ( en árabe: الإئتلاف‎ ) es un grupo juvenil bahreiní, que lleva el nombre de la fecha del comienzo del levantamiento de Baréin y está dirigido por anónimos que organizan protestas principalmente a través de sitios de nuevos medios.La Coalición apareció por primera vez en el popular foro prodemocracia Bahrein Online. Su página de Facebook comenzó en abril de 2011, donde tuvo 65,282 me gusta (a julio de 2014).  Es la página principal de Facebook que convoca a manifestaciones y protestas pacíficas diarias. Uno de los primeros subgrupos llamado Juventud 14 de Febrero estuvo detrás de la convocatoria de manifestaciones el 14 de febrero de 2011, llamado "Día de la Ira" que luego convirtió en un  levantamiento a nivel nacional. En 2017, el grupo ha sido designado como organización terrorista por Baréin, Arabia Saudita, Emiratos Árabes Unidos y Egipto. 

## Componentes
La mayoría de los jóvenes de la Coalición no son miembros de ninguna sociedad política. Se comunican a través de internet y redes sociales, especialmente en Facebook. Muchos de ellos son estudiantes de secundatia o universitarios. No pertenecen a una secta específica, contienen tanto chiitas como sunitas. Inspirado por la Intifada de marzo, un levantamiento que estalló en Baréin en marzo de 1965, surgió la idea de elegir un liderazgo para la coalición con escaños específicos para chiitas, suníes, hombres y mujeres. Sin embargo, esta idea fue excluida por temor a la creación de cuotas sectarias como en Irak y Líbano, que fue reemplazada por elecciones sin especificar escaños para las sectas. Según fuentes locales, la Coalición tiene buenas comunicaciones con los jóvenes detrás de las revoluciones tunecina, egipcia y libia . 
Antes de la redada policial en Pearl Roundabout el 16 de marzo, había muchos grupos que se fusionaron después del ataque para formar la Coalición Juvenil de la Revolución del 14 de febrero. Ellos son:
- 14 de febrero Juventud.
- 14 de febrero becarios.
- Centro de prensa 14 de febrero.
- 14 de febrero liberales.
- 14 de febrero mártires.
- Plaza Juventud de los Mártires.
- varios grupos más[3][6]

## Papel durante el levantamiento

### Demandas políticas
Antes de que comenzara el el levantamiento, la Coalición pidió una reforma política para establecer una Monarquía Constitucional real que el Carta de Acción Nacional declaró. Sin embargo, después de la mortal redada policial antes del amanecer contra los manifestantes en Pearl Roundabout el 17 de febrero, que resultó en cuatro muertos y cientos de heridos, la demanda pasó a pedir la caída de el régimen.

### Llamados a protestas
Antes de que se formara la Coalición, uno de sus componentes llamado "Juventud 14 de Febrero" publicaba calendarios semanales de protestas. La Coalición siguió publicando calendarios semanales de protestas. Cada día de la semana tiene su propio horario de protesta y normalmente cada día se divide en 2 partes. Las actividades no se limitan a protestar en las calles, sino que son muy variadas. Generalmente al final de cada semana hay una gran protesta que se lleva a cabo el jueves, viernes o sábado.
A partir del 30 de junio de 2011, la Coalición ha convocado a 10 reuniones por el derecho a la Autodeterminación. Sin embargo, ninguna de las sentadas pudo realizarse debido a la represión de las autoridades, que resultó en enfrentamientos con los manifestantes.

### Relación con otros grupos juveniles
La Coalición mantiene una estrecha relación con otros movimientos juveniles como el Movimiento Juvenil 14 de Febrero y normalmente apoyan mutuamente sus programas de protesta. Por ejemplo, cuando el Movimiento Juvenil 14 de Febrero pidió a los manifestantes que participaran en Dignity collar, la Coalición lo apoyó y pidió una amplia participación. 2 semanas después se estableció un entendimiento con el Movimiento Juvenil 14 de Febrero para cambiar el nombre de la protesta a Manama Tsunami, que fue completamente organizada por la Coalición.

### Opinión sobre el "diálogo nacional"
El 31 de mayo, el rey de Baréin Hamad bin Isa Al Jalifa, pidió un diálogo nacional de Baréin para resolver las tensiones actuales. Sin embargo, la seriedad y eficacia del diálogo ha ha sido cuestionado por muchas figuras de la oposición, incluso se ha referido despectivamente a ella como una "sala de charla".
La Coalición dijo: "No hay manera de que aceptemos un diálogo no equilibrado que carezca de todas las garantías. Vemos este diálogo como una herramienta mediática con la que el régimen pretende reducir la gravedad de las presiones populares e internacionales"..

## Después de las protestas
Se dijo que se convirtió en una organización paramilitar tras el Levantamiento y la Insurgencia chiita, transformándose con las Brigadas de Resistencia Popular.